# Cellere
Cellere är en ort och kommun i provinsen Viterbo i regionen Lazio i Italien. Kommunen hade 1 142 invånare (2018).